# Віктор Сегален
Віктор Сегален (фр. Victor Ségalen, 14 січня 1878, Брест, Бретань — 21 травня 1919, Юельгоа, Бретань) — французький поет епохи пізнього символізму, також лікар, етнограф і археолог.

## Біографія

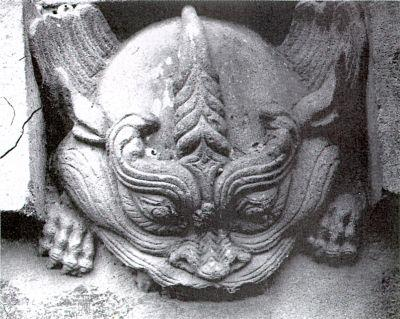
Таотай з мавзолею ханьської епохи, пров. Сичуань. Фото Сегалена, 1914 рік

Віктор Сегален вивчав медицину в Бордо. Його дисертація була опублікована в 1902 році. Як етнограф-аматор жив у Французькій Полінезії (1903–1905) і Китаї (1909–1914 і 1917). Під час перебування на Маркізьких островах у 1903 році він купив останні ескізи Поля Ґоґена, який помер за кілька місяців до його приїзду, і які інакше були б знищені. Виснажений хворобою, він загинув в результаті нещасного випадку в лісі Юельгоа (Бретань). Був знайдений мертвим з томиком «Гамлета», що лежав поруч.

## Творчість
Відомий насамперед збіркою віршів у прозі «Стели» (1912), опублікованою в Пекіні й присвяченою Полю Клоделю.

## Визнання
Медичний університет в Бордо та факультет літератури і соціальних наук у Бресті носять ім'я Сегалена.

## Вибрані твори
Багатотомні видання
- Œuvres complêtes. Laffont, Paris 1995.

1. Cycle des apprentissages, cycle polynésien, cycle musical et orphique, cycle des ailleurs et du bord du chemin. 1995, ISBN 2-221-06462-3.
2. Cycle chinois, cycle archéologiques et sinologiques. 1999, ISBN 2-221-06705-3.

Романи
- Син неба («Le Fils du ciel»).
- Рене Леїс («René Leys»).
- Неувічнені («Les Immémoriaux»).

Поезія
- У світі звуків (Dans une monde sonore). Édition Fata Morgana, Fontfroide-le-Haut 2010, ISBN 978-2-85194-751-2 (передрук вид. Paris 1907).
- Живопис. Вірші в прозі («Peintures»).
- Оди (Odes). Les Arts et le Livre, Paris 1994, ISBN 2-910689-02-6 (Nachdr. d. Ausg. Paris 1926).
- Стели («Stèles»). Droschl, Graz 2000.
- Тибет ([Thibet). Mercure de France, Paris 1979 (перевидання Paris 1963).

Етнографія, археологія, культура
- Естетика різноманітного. Есе про екзотизм («Essai sur l'exotisme. Une esthétique du divers»).
- Подорож до країни рального («Équipée. Voyage au pays du réel [Архівовано 16 липня 2011 у Wayback Machine.]»).
- Briques et Tuiles. Édition Fata-Morgana, Montepellier 1987 (передрук вид. Montpellier 1963).
- Китай. Велика статуя («Chine. La Grande Statuaire»).
- New York — San Francisco — Tahiti. З подорожнього щоденника 1902—1903 («Le Journal des Îles»).
- Гоген в своєму останньому оточенні («Gauguin dans sons dernier décor»).
- Синестезії та школа символізму (Les synesthésies et l'école symboliste). Édition Fata Morgana, Montpellier 1981 (передрук вид. Montpellier 1902).
- Мертві голоси. Музика маорі («Voix mortes. Musique Maori|maori»).
- Vers les sinistrés du cyclone des îles Tuamotou. Édition Fata Morgana, Fontfroide-le-Haut 1989, ISBN 2-85194-340-5 (передрук вид. Montpellier 1903).

Статті
- Hommage à Gauguin. In: Paul Gauguin: Noa-Noa. Kiepenheuer, Potsdam 1920.

Листування
- Correpondance. Fayard, Paris 2004, ISBN 978-2-213-61947-7 (3 томи).
- Trahison fidèle. Correspondance 1907—1918. Édition du Seuil, Paris 1985, ISBN 2-02-008739-1.